# توشن
توشن (بالفارسية: توشن) هي قرية تقع في قسم انجيرآب الريفي في إيران. يقدر عدد سكانها بـ 1149 نسمة بحسب إحصاء 2016.